# N-methylpyrrolidon
N-methylpyrrolidon of NMP is een organische verbinding met als brutoformule C5H9NO. De stof komt voor als een kleurloze, hygroscopische vloeistof met een kenmerkende geur, die geel wordt bij blootstelling aan hitte.
Kenmerkend voor de structuur is de vijfring met daarin een amidebinding, een lactam. De structuur is afgeleid van 2-pyrrolidon.

## Synthese
N-methylpyrrolidon kan bereid worden door γ-butyrolacton te laten reageren met methylamine:
{\displaystyle \mathrm {C_{4}H_{6}O_{2}\ +\ CH_{3}NH_{2}\ \longrightarrow \ C_{5}H_{9}NO\ +\ H_{2}O} }
Een alternatief is de methylering van 2-pyrrolidon met een geschikt reagens (methyljodide).

## Eigenschappen en toepassingen
N-methylpyrrolidon is een kleurloze vloeistof die goed mengbaar is met andere oplosmiddelen. Belangrijkste eigenschappen van de stof als oplosmiddel zijn het hoge kookpunt en de stabiliteit. Het is een polair oplosmiddel, vergelijkbaar met dimethylformamide (DMF), dimethylaceetamide en dimethylsulfoxide (DMSO), en mengt in alle verhoudingen met water. Voor een aantal industriële processen wordt het gebruikt als oplosmiddel: veel polymeren lossen goed op in N-methylpyrrolidon.

## Toxicologie en veiligheid
N-methylpyrrolidon ontleedt bij verhitting of bij verbranding met vorming van giftige dampen, onder andere stikstofoxiden en koolstofmonoxide. Het tast aluminium, lichte metalen, rubber en kunststoffen aan.
De stof is irriterend voor de ogen en de huid. Als deze vloeistof wordt ingeslikt en daarna in de luchtwegen terechtkomt, kan longoedeem ontstaan.
Herhaald of langdurig huidcontact kan een huidontsteking veroorzaken. Dierproeven tonen aan dat N-methylpyrrolidon mogelijk schadelijk is voor de voortplanting bij de mens.